# 25 februari
25 februari är den 56:e dagen på året i den gregorianska kalendern. Det återstår 309 dagar av året (310 under skottår).

## Återkommande bemärkelsedagar

### Nationaldagar
- Kuwaits nationaldag

## Namnsdagar

### I den svenska almanackan
- Nuvarande – Sigvard och Sivert
- Föregående i bokstavsordning
  - Sigvald – Namnet infördes på dagens datum 1986, men utgick 1993.
  - Sigvard – Namnet infördes på dagens datum 1901 och har funnits där sedan dess.
  - Sigvor – Namnet har gått samma väg som Sigvald genom att införas på dagens datum 1986, men utgå 1993.
  - Sivert – Namnet infördes 1986 på 6 september. 1993 flyttades det till dagens datum och har funnits där sedan dess.
  - Victorianus – Namnet fanns, även i formen Victorinus, till minne av en egyptisk martyr från 200-talet, på dagens datum fram till 1901, då det utgick.
- Föregående i kronologisk ordning
  - Före 1901 – Victorianus eller Victorinus
  - 1901–1985 – Sigvard
  - 1986–1992 – Sigvard, Sigvald och Sigvor
  - 1993–2000 – Sigvard och Sivert
  - Från 2001 – Sigvard och Sivert
- Källor
  - Brylla, Eva (red.): Namnlängdsboken, Norstedts ordbok, Stockholm, 2000. ISBN 91-7227-204-X
  - af Klintberg, Bengt: Namnen i almanackan, Norstedts ordbok, Stockholm, 2001. ISBN 91-7227-292-9
- När skottdagen låg den 24 februari (fram till 1999) försköts de namn, som låg på 24 februari, till dagens datum och dagens namn till den 26 februari under skottår.

### Finlandssvenska almanackan
- Nuvarande från 2010[1] – Jessica, Vanessa
- I föregående revideringar[a][2]
  - 1929–1949 – Signild (Skottår: Mattias, Mats)
  - 1950–1972 – Signild (Skottår: Matias, Mats)
  - 1973–1988 – Signhild (Skottår: Matias, Mats)
  - 1989–1994 – Signhild (Skottår: Mattias, Matts, Mats)
  - 1995–1999 – Jessika (Skottår: Mattias, Mats)
  - 2000–2009 – Jessica

## Händelser
- 1836 – Den amerikanske uppfinnaren Samuel Colt tar patent på revolvern Colt 45, som han har uppfunnit 1829. Det är världens första användbara revolver och den kommer under 1800-talet göra namnet Colt känt i hela USA.
- 1848 – De oroligheter, som har rasat i Paris mellan 22 och 24 februari och som går till historien som februarirevolutionen, vilka har lett till att både den franske premiärministern har tvingats avgå och att monarkin har störtats, leder nu till att man i Frankrike antar en lag, som garanterar alla medborgare rätten till arbete.
- 1862 – USA inför en ny typ av dollarsedlar, som officiellt får namnet United States Notes, men i folkmun kommer att kallas ”Greenbacks”, eftersom de har en grönaktig ton. De utges fram till januari 1971, då landets nuvarande dollarsedlar införs. De Greenbacks, som idag (2025) finns kvar i cirkulation är fortfarande giltiga betalningsmedel i USA, men de blir allt mer sällsynta, eftersom de inte ges ut längre.
- 1904 – Acre blir en del av Brasilien,[3] sedan Brasilien har köpt området av Bolivia den 17 november året före. Det har förekommit konflikter kring området sedan 1899, då det tillhör Bolivia, men har till största delen brasiliansk befolkning. Den 13 maj 1903 har brasilianska trupper ockuperat området, men konflikten har alltså avslutats genom att Brasilien har köpt området av Bolivia. Redan den 7 april samma år organiseras området som federalt territorium, men det dröjer till 1962, innan det blir en brasiliansk delstat.
- 1909
  - Filmbilder i färg visas för första gången offentligt i den brittiska badorten Brighton, bara 14 år efter att världens första film har förevisats i Paris. Det dröjer annars till 1940-talet, innan färgfilm börjar bli vanligt och till 1970-talet, innan den helt har konkurrerat ut den svartvita.
  - Tyska officerare värvas till uppbyggnaden av den japanska armén.
- 1932 – Adolf Hitler, som under de senaste åren har gjort stark politisk karriär i Tyskland, blir beviljad tyskt medborgarskap (han är egentligen österrikare). Ett knappt år senare blir han Tysklands rikskansler.
- 1940 – Sveriges, Danmarks och Norges utrikesministrar träffas i Köpenhamn och uttalar officiellt sina länders neutrala hållning och önskan om att hålla sig utanför det pågående andra världskriget. Knappt en och en halv månad senare invaderas Danmark och Norge av Tyskland.
- 1947 – Andra världskrigets fyra segrarmakter (Storbritannien, USA, Frankrike och Sovjetunionen) upplöser officiellt den tyska delstaten Preussen.
- 1948 – Det tjeckoslovakiska kommunistpartiet genomför den så kallade Pragkuppen, genom vilken de tar makten i landet och inför kommunistisk diktatur, som kommer att vara i över 40 år. De får stöd av Sovjetunionen, som håller på att bygga upp en buffertzon av satellitstater mot Västeuropa, för att undvika ett nytt anfall västerifrån, som under andra världskriget.
- 1959 – Den sovjetiske regeringschefen Nikita Chrusjtjov blir inbjuden att komma på statsbesök i de nordiska länderna. I Sverige kritiseras beslutet av Högerpartiet och Folkpartiet.
- 1961 – Den amerikanske demokratiske presidenten John F. Kennedy utnämner Henry Kissinger till sin utrikespolitiske rådgivare. Kissinger återkommer under 1970-talet på samma post under republikanen Nixons presidenttid och får då mycket stort inflytande på den amerikanska utrikespolitiken.
- 1963 – När den brittiska popgruppen The Beatles första singelplatta Please Please Me/Ask Me Why utkommer i USA är gruppens namn felstavat på skivetiketten, då man har råkat skriva The Beattles.
- 1964 – Den 22-årige amerikanen Cassius Clay (som sedermera byter namn till Muhammad Ali) blir den dittills yngste världsmästaren i professionell tungviktsboxning, genom att i sjunde ronden besegra Sonny Liston på teknisk knockout. Efter segern skryter Clay med att ”jag är den bäste, jag är den vackraste, jag är kungen”, medan han dansar runt i ringen.
- 1974 – Den svenska regeringen sänker momsen med tre procentenheter för att öka konsumtionen och stimulera sysselsättningen.
- 1978 – Åtta personer fryser ihjäl under en snöstorm i Jämtlandsfjällen under den så kallade Anarisolyckan.
- 1986 – Sången ”We Are the World”, som är skriven av Michael Jackson och Lionel Richie och är inspelad som ett samarbete mellan över 40 sångstjärnor och där intäkterna går till svältande i Etiopien, får fyra Grammystatyetter för bästa låt, årets skiva, bästa popframförande och bästa kortvideo.
- 1990 – Den nicaraguanska oppositionen Unidad Nicaragüense Opositora (UNO), som består av elva partier (varav de flesta är konservativa) vinner valet i Nicaragua med 55,4 procent av rösterna, medan de sittande sandinisterna får 40,4 procent. Därmed kan Violeta Barrios de Chamorro tillträda som landets första kvinnliga president den 25 april.
- 1991 – Utrikesministrarna för de sex återstående medlemsländerna i östblockets försvarsallians Warszawapakten (Bulgarien, Polen, Tjeckoslovakien, Rumänien, Ungern och Sovjetunionen) håller ett möte i den ungerska huvudstaden Budapest, där de beslutar att officiellt upplösa alliansen den 31 mars.

## Födda
- 1670 – Maria Margarethe Kirch, tysk astronom
- 1683 – Jakob Benzelius, svensk kyrkoman, biskop i Göteborgs stift 1731–1744, ärkebiskop i Uppsala stift 1744–1747
- 1764 – Carl Gustaf von Brinkman, svensk poet, författare och diplomat, ledamot av Svenska Akademien 1828–1847
- 1766 – George Jones, amerikansk politiker, senator för Georgia 1807
- 1778 – José de San Martín, argentinsk fältherre och frihetshjälte
- 1801 – Samuel Medary, amerikansk demokratisk politiker, guvernör i Minnesotaterritoriet 1857–1858 och i Kansasterritoriet 1858–1860
- 1812 – Carl Christian Hall, dansk politiker, Danmarks konseljpresident 1857–1859 och 1860–1863
- 1826 – John B. Page, amerikansk republikansk politiker och affärsman, guvernör i Vermont 1867–1869
- 1829 – Rufus W. Cobb, amerikansk politiker, guvernör i Alabama 1878–1882
- 1834 – Gustaf Emanuel Beskow, svensk hovpredikant, pedagog och politiker
- 1839 – Elias Carr, amerikansk demokratisk politiker, guvernör i North Carolina 1893–1897
- 1841
  - Pierre-Auguste Renoir, fransk målare och skulptör
  - Margaret Maher, irländsk-amerikansk tjänsteflicka, anställd hos poeten Emily Dickinson
- 1856 – Karl Lamprecht, tysk historiker
- 1866 – Benedetto Croce, italiensk filosof, författare och kritiker
- 1873 – Enrico Caruso, italiensk operasångare
- 1882 – Ludvig ”Lubbe” Nordström, svensk författare och journalist, mest känd för radioserien Lort-Sverige
- 1888 – John Foster Dulles, amerikansk politiker, utrikesminister 1953–1959
- 1889 – Homer S. Ferguson, amerikansk republikansk politiker, diplomat och jurist, senator för Michigan 1943–1955
- 1893 – Edvin Adolphson, svensk skådespelare
- 1895 – Einar Axelsson, svensk skådespelare
- 1901 – Zeppo Marx, amerikansk komiker, en av bröderna Marx
- 1908
  - Hans Maikowski, tysk SA-medlem
  - Frank G. Slaughter, amerikansk läkare och författare
- 1909 – Per Engdahl, svensk fascistisk politisk aktivist
- 1913 – Gert Fröbe, tysk skådespelare, mest känd i rollen som Goldfinger i Bondfilmen med samma namn
- 1914 – Kurt Johansson, svensk sportskytt, bragdmedaljör
- 1915 – Stig Synnergren, svensk general, Sveriges överbefälhavare 1970–1978
- 1917 – Anthony Burgess, brittisk författare
- 1921 – Git Gay, svensk revyartist, skådespelare och sångare
- 1926 – Eva Bergh, norsk skådespelare
- 1932 – Gunnar Weman, svensk kyrkoman, biskop i Luleå stift 1986–1993, ärkebiskop i Uppsala stift 1993–1997
- 1933 – Jan Bjelkelöv, svensk skådespelare
- 1934 – Linda Cristal, argentinsk-amerikansk skådespelare
- 1935 – Sally Jessy Raphaël, amerikansk pratshowledare och skådespelare
- 1937 – Tom Courtenay, brittisk skådespelare
- 1942 – Cynthia Voigt, amerikansk författare
- 1943 – George Harrison, brittisk gitarrist, musiker, sångare, låtskrivare och producent, medlem i gruppen The Beatles
- 1944
  - François Cevert, fransk racerförare
  - Suzanne Kosmas, amerikansk demokratisk politiker, kongressledamot 2009–2011
- 1950 – Néstor Kirchner, argentinsk politiker, Argentinas president 2003–2007
- 1951 – Anders Hedberg, svensk ishockeyspelare och -tränare
- 1952 – Tomas Ledin, svensk sångare, låtskrivare, gitarrist och skivproducent
- 1953 – José María Aznar, spansk politiker, Spaniens premiärminister 1996–2004
- 1955 – Jim Gerlach, amerikansk republikansk politiker
- 1957 – Ing-Marie Carlsson, svensk skådespelare
- 1959 – Mike Peters, brittisk musiker, sångare i gruppen The Alarm
- 1960 – Anders Uddberg, svensk musiker
- 1962 – Birgit Fischer, tysk kanotist
- 1965 – Sylvie Guillem, fransk ballerina
- 1966 – Téa Leoni, amerikansk skådespelare
- 1967 – Ed Balls, brittisk parlamentsledamot för Labour 2005–2015, skuggfinansminister
- 1971 – Sean Astin, amerikansk skådespelare
- 1981 – Park Ji-sung, sydkoreansk fotbollsspelare
- 1982 – Robert Willstedt, svensk musiker, trumslagare i det svensk-tyska hårdrocksbandet Moonlight Agony
- 1982 – Mikael Rynell, svensk fotbollsspelare
- 1983
  - Eduardo da Silva, kroatisk fotbollsspelare
  - Melissa Nicoletti, amerikansk modell, dansare och skådespelare med artistnamnet Summer Luv
- 1986
  - Oliver Phelps, brittisk skådespelare, mest känd i rollen som George Weasley i filmserien om Harry Potter
  - James Phelps, brittisk skådespelare, mest känd i rollen som Fred Weasley i filmserien om Harry Potter
  - Danny Saucedo, svensk popartist och kompositör
- 1990 – Ehsan Hajsafi, iransk fotbollsspelare

## Avlidna
- 1547 – Vittoria Colonna, omkring 57, italiensk poet
- 1601 – Robert Devereux, 34, engelsk adelsman och krigshjälte, en av Elisabet I:s gunstlingar (avrättad)
- 1634 – Albrecht von Wallenstein, 50, kejserlig härledare och fältmarskalk under trettioåriga kriget (mördad)
- 1655 – Daniel Heinsius, 74, nederländsk filolog och skald
- 1713 – Fredrik I, 55, kurfurste och markgreve av Brandenburg sedan 1688 och kung av Preussen sedan 1701
- 1723 – Christopher Wren, 90, engelsk arkitekt
- 1786 – Thomas Wright, 74, brittisk astronom
- 1822 – William Pinkney, 57, amerikansk politiker, USA:s justitieminister 1811–1814
- 1841 – Philip Pendleton Barbour, 57, amerikansk politiker och jurist, talman i USA:s representanthus 1821–1823 och domare i USA:s högsta domstol 1836–1841
- 1850 – Daoguang, 67, Kinas kejsare sedan 1820
- 1870 – Henrik Hertz, 72, dansk diktare och dramatiker
- 1899 – Paul Reuter, 82, tysk baron, grundare av nyhetsbyrån Reuters
- 1906 – David B. Henderson, 65, amerikansk republikansk politiker, talman i USA:s representanthus 1899–1903
- 1922 – Henri Landru, 52, fransk seriemördare (avrättad)
- 1935 – Louis De Geer, 80, svensk liberal politiker, friherre och ämbetsman, Sveriges statsminister 1920–1921
- 1950 – George R. Minot, 64, amerikansk läkare, mottagare av Nobelpriset i fysiologi eller medicin 1934
- 1964
  - Alexander Archipenko, 76, ukrainsk-amerikansk skulptör
  - Hinrich Lohse, 67, tysk nazistisk politiker
- 1970
  - Märta Arbin, 68, svensk skådespelare
  - Mark Rothko, 66, rysk-amerikansk konstnär
- 1972 – Hilma Granqvist, 81, finländsk Palestinaforskare och sociolog
- 1978 – Thomas A. Wofford, 69, amerikansk politiker, senator för South Carolina 1956
- 1980 – Wilton E. Hall, 78, amerikansk demokratisk politiker, senator för South Carolina 1944–1945
- 1983 – Tennessee Williams, 71, amerikansk författare och dramatiker
- 1989 – Lisa Wirström, 86, svensk skådespelare
- 1994
  - Baruch Goldstein, 37, judisk amerikansk-israelisk läkare, bosättare och massmördare
  - Lars Seligman, 83, svensk skådespelare
  - Jersey Joe Walcott, 80, amerikansk professionell boxare, världsmästare i tungvikt 1951–1952
- 1995 – Rudolf Hausner, 80, österrikisk målare och grafiker
- 1999 – Glenn T. Seaborg, 86, svensk-amerikansk kemist och kärnfysiker, mottagare av Nobelpriset i kemi 1951
- 2004 – Elna Hallenberg Næss, 82, norsk skådespelare
- 2005 – Peter Benenson, 83, brittisk jurist, grundare av organisationen Amnesty International
- 2008 – Ashley Cooper, 27, australisk racerförare
- 2009
  - Ian Carr, 75, brittisk jazzmusiker och författare
  - Philip José Farmer, 91, amerikansk science fiction-författare
- 2011 – Jonas Ernelind, 34, svensk handbollsspelare
- 2012
  - Maurice André, 78, fransk klassisk trumpetspelare
  - Erland Josephson, 88, svensk skådespelare, regissör och författare, chef för Dramaten 1966–1975
- 2013 – Allan Calhamer, 81, amerikansk spelkonstruktör
- 2014 – Paco de Lucía, 66, spansk flamencogitarrist
- 2017 – Bill Paxton, 61, amerikansk skådespelare
- 2020 – Hosni Mubarak, 91, egyptisk politiker, Egyptens president 1981–2011
- 2023 – Torbjörn Axelman, 90, svensk skådespelare, regissör, manusförfattare och producent
- 2024 – Georg Riedel, 90, svensk jazzbasist och kompositör
- 2025 – Lis Nilheim, 80, svensk skådespelare

## Svenska kalendern
I den svenska kalendern fanns inte 18–28 februari år 1753.